# David Lowe (producent)
David Lowe (28. února 1913 – 25. září 1965) byl americký televizní producent. Je známý především pro svoji tvorbu pro CBS Reports (včetně dokumentu z roku 1960, Sklizeň hanby) a Věříte své ženě.
Lowe zemřel na infarkt myokardu v soukromém klubu New York Friars' klub na Manhattanu. Jeho ženou byla Harriet Van Horne.